# Rogue River (přítok Tichého oceánu)
Rogue River je řeka na jihozápadě Oregonu v severozápadní části Spojených států amerických. Je 346 kilometrů dlouhá a teče převážně západním směrem z Kaskádového pohoří přes Klamatské hory do Tichého oceánu.
Většina toku a jeho okolí je přírodní rezervací, řeka samotná je známá pro tah lososů i pro jízdu na divoké vodě.
Moderní anglické jméno řeky Rogue river (doslova „Řeka darebáků“) má svůj základ ve francouzském La Riviere aux Coquins (doslova „Řeka darebáků“), jak řeku nazývali francouzští lovci kožešin, kteří označovali místní Indiány za „darebáky“.